# Arpofilum
Arpofilum (lat. Arpophyllum), biljni rod iz porodice kaćunovki raširen od Meksika preko Srednje Amerike do Kolumbije i Venezuele na jug, i na Jamajki. 
Trajnice s najmanje tri vrste rizomatoznih epifita.

## Vrste
1. Arpophyllum giganteum Hartw. ex Lindl.
2. Arpophyllum laxiflorum Pfitzer
3. Arpophyllum spicatum Lex.